# Neubaustrecke Frankfurt–Mannheim
| Karte der geplanten Streckenführung | |                                                                   |                                                                   |
| Streckennummer (DB): | 3544 (Nordanbindung Darmstadt) 3546 (Weiterstädter Kurve) 3547 (Südanbindung Darmstadt) 3657 (F-Stadion – MA-Waldhof) 3658 (Zeppelinheim – F Stadion) |                                                                   |                                                                   |
| Streckenlänge: | 57,8 km |                                                                   |                                                                   |
| Spurweite: | 1435 mm (Normalspur) |                                                                   |                                                                   |
| Stromsystem: | 15 kV 16,7 Hz ~ |                                                                   |                                                                   |
| Streckengeschwindigkeit: | 300 km/h |                                                                   |                                                                   |
| Zweigleisigkeit: | 3544: ja 3546: ja 3547: teilweise 3657: ja 3658: nein                                                                                                 |                                                                   |                                                                   |
| | |                                                                   |                                                                   |
| Die Planung der Strecke ist noch nicht abgeschlossen. | |                                                                   |                                                                   |
| \| \| \| von Frankfurt (Main) Hbf \| \| \| \| \| von Frankfurt (Main) Süd \| \| \| \| \| Frankfurt am Main Stadion \| \| \| \| \| nach Mainz Hbf / nach Kelsterbach (S-Bahn) \| \| \| \| \| nach Köln (SFS) \| \| \| \| \| B 43 \| \| \| \| \| A 3 \| \| \| \| \| von Flughafen Fernbahnhof (SFS) \| \| \| \| \| Zeppelinheim \| \| \| \| \| Beginn der Neubaustrecke[5] \| \| \| \| \| nach Mannheim (Bestandsstrecke) \| \| \| \| \| B 44 \| \| \| \| \| B 486 \| \| \| \| \| von Frankfurt (Main) Hbf \| \| \| \| \| Nordanbindung Darmstadt \| \| \| \| \| Tunnel Weiterstadt Nord (B 42) \| \| \| \| \| Tunnel Weiterstadt Süd \| \| \| \| \| Darmstadt Hbf \| \| \| \| \| A 672 \| \| \| \| \| B 26 \| \| \| \| \| nach Heidelberg \| \| \| \| \| Tunnel Heimstätten \| \| \| \| \| A 5 \| \| \| \| \| Südanbindung Darmstadt \| \| \| \| \| B 426 \| \| \| \| \| \| \| \| \| \| Tunnel Neuschloß (B 47, A 67, Nibelungenbahn, Landesgrenze HE/BW) \| \| \| \| \| \| \| \| \| \| A 6 \| \| \| \| \| von Frankfurt (Main) Hbf (Bestandsstrecke) \| \| \| \| \| \| \| \| \| 6,6 \| ab hier bereits gebaut, vgl. Westliche Einführung der Riedbahn \| ab hier bereits gebaut, vgl. Westliche Einführung der Riedbahn \| \| \| \| \| \| \| \| 6,4 \| Mannheim-Waldhof \| Mannheim-Waldhof \| \| \| \| nach Mannheim-Käfertal \| \| \| \| \| von Ludwigshafen \| \| \| \| 0,0 \| Mannheim Hbf \| Mannheim Hbf \| | |                                                                   |                                                                   |
| | | von Frankfurt (Main) Hbf                                          |                                                                   |
| Strecke · Strecke von links | | von Frankfurt (Main) Süd                                          | von Frankfurt (Main) Süd                                          |
| Bahnhof · Bahnhof | | Frankfurt am Main Stadion                                         | Frankfurt am Main Stadion                                         |
| Strecke quer · Strecke nach rechts · Strecke | | nach Mainz Hbf / nach Kelsterbach (S-Bahn)                        | nach Mainz Hbf / nach Kelsterbach (S-Bahn)                        |
| Abzweig quer und von links · Strecke nach rechts | | nach Köln (SFS)                                                   | nach Köln (SFS)                                                   |
| Strecke mit Straßenbrücke | | B 43                                                              | B 43                                                              |
| Strecke mit Straßenbrücke | | A 3                                                               | A 3                                                               |
| Abzweig geradeaus und von rechts | | von Flughafen Fernbahnhof (SFS)                                   | von Flughafen Fernbahnhof (SFS)                                   |
| Bahnhof | | Zeppelinheim                                                      | Zeppelinheim                                                      |
| Kilometer-Wechsel | | Beginn der Neubaustrecke                                          | Beginn der Neubaustrecke                                          |
| Abzweig ehemals geradeaus und nach rechts | | nach Mannheim (Bestandsstrecke)                                   | nach Mannheim (Bestandsstrecke)                                   |
| Strecke mit Straßenbrücke (Strecke außer Betrieb) | | B 44                                                              | B 44                                                              |
| Strecke mit Straßenbrücke (Strecke außer Betrieb) | | B 486                                                             | B 486                                                             |
| Strecke (außer Betrieb) · Strecke von links | | von Frankfurt (Main) Hbf                                          | von Frankfurt (Main) Hbf                                          |
| Kreuzung (Strecke geradeaus außer Betrieb) · Kreuzung links | | Nordanbindung Darmstadt                                           | Nordanbindung Darmstadt                                           |
| Tunnel (Strecke außer Betrieb) · Strecke | | Tunnel Weiterstadt Nord (B 42)                                    | Tunnel Weiterstadt Nord (B 42)                                    |
| Tunnel (Strecke außer Betrieb) · Strecke | | Tunnel Weiterstadt Süd                                            | Tunnel Weiterstadt Süd                                            |
| Strecke (außer Betrieb) · Bahnhof | | Darmstadt Hbf                                                     | Darmstadt Hbf                                                     |
| Strecke mit Straßenbrücke (Strecke außer Betrieb) · Strecke | | A 672                                                             | A 672                                                             |
| Strecke mit Straßenbrücke (Strecke außer Betrieb) · Strecke mit Straßenbrücke | | B 26                                                              | B 26                                                              |
| Strecke (außer Betrieb) · Abzweig ehemals geradeaus und nach links | | nach Heidelberg                                                   | nach Heidelberg                                                   |
| Strecke (außer Betrieb) · Tunnel (Strecke außer Betrieb) | | Tunnel Heimstätten                                                | Tunnel Heimstätten                                                |
| Strecke mit Straßenbrücke (Strecke außer Betrieb) · Brücke (Strecke außer Betrieb) | | A 5                                                               | A 5                                                               |
| Abzweig geradeaus und von links (Strecke außer Betrieb) · Strecke nach rechts (außer Betrieb) | | Südanbindung Darmstadt                                            | Südanbindung Darmstadt                                            |
| Strecke mit Straßenbrücke (Strecke außer Betrieb) | | B 426                                                             | B 426                                                             |
| | |                                                                   |                                                                   |
| Tunnel (Strecke außer Betrieb) | | Tunnel Neuschloß (B 47, A 67, Nibelungenbahn, Landesgrenze HE/BW) | Tunnel Neuschloß (B 47, A 67, Nibelungenbahn, Landesgrenze HE/BW) |
| | |                                                                   |                                                                   |
| Strecke mit Straßenbrücke (Strecke außer Betrieb) | | A 6                                                               | A 6                                                               |
| Abzweig ehemals geradeaus und von rechts | | von Frankfurt (Main) Hbf (Bestandsstrecke)                        | von Frankfurt (Main) Hbf (Bestandsstrecke)                        |
| | |                                                                   |                                                                   |
| Kilometer-Wechsel | 6,6 | ab hier bereits gebaut, vgl. Westliche Einführung der Riedbahn    | ab hier bereits gebaut, vgl. Westliche Einführung der Riedbahn    |
| | |                                                                   |                                                                   |
| | 6,4 | Mannheim-Waldhof                                                  | Mannheim-Waldhof                                                  |
| | | nach Mannheim-Käfertal                                            |                                                                   |
| | | von Ludwigshafen                                                  |                                                                   |
| | 0,0 | Mannheim Hbf                                                      | Mannheim Hbf                                                      |

Die Neubaustrecke (NBS) Frankfurt–Mannheim, ehemaliger Planungstitel Neubaustrecke Rhein/Main–Rhein/Neckar (bis 2021), ist eine seit 1993 geplante deutsche Eisenbahn-Neubaustrecke zwischen Frankfurt am Main und Mannheim.
Die 57,8 Kilometer lange und durchgängig auf eine Höchstgeschwindigkeit von bis zu 300 km/h ausgelegte Trasse soll die bestehenden Neubaustrecken Köln–Frankfurt sowie Mannheim–Stuttgart verbinden und die Riedbahn sowie die Main-Neckar-Bahn vom Personen- und Güterfernverkehr entlasten. Im Nordabschnitt ist auch schneller Nahverkehr vorgesehen.
Die Strecke wurde 2016, als Teil des „Korridors Mittelrhein Zielnetz I“, in den „vordringlichen Bedarf“ des Bundesverkehrswegeplans 2030 aufgenommen. Das Projekt ist Teil der Achse Nr. 24 (Lyon/Genua–Basel–Duisburg–Rotterdam/Antwerpen) der Transeuropäischen Netze (TEN). Sie ist dabei Teil des TEN-Gesamtnetzes.
Am 13. November 2020 wurde der Gesamtstreckenverlauf bekanntgegeben. Die Strecke wird ab Zeppelinheim entlang der Autobahnen A 5 und A 67 führen, bei Lorsch nach Südwesten abbiegen und südlich von Lampertheim in die Riedbahn einfädeln. Drei Abzweige werden den Darmstädter Hauptbahnhof und die Rhein-Main-Bahn anbinden.
Am 30. November 2021 wurde der Planfeststellungsantrag für den Nordabschnitt, zwischen Frankfurt und Darmstadt, gestellt, der nach Überarbeitungen Anfang 2025 öffentlich ausgelegt wurde. Im Jahr 2025 soll der Deutsche Bundestag durch das Bundesverkehrsministerium über die gesetzliche Vorzugsvariante, Zeit- und Kostenpläne sowie die Auswirkungen auf Mensch und Umwelt unterrichtet werden. Die Inbetriebnahme der Neubaustrecke ist „nach 2030“ geplant.

## Geschichte

### Hintergrund
Das Rhein-Main-Gebiet und die Metropolregion Rhein-Neckar sind zwei der elf Metropolregionen in Deutschland. Sie sind durch drei Eisenbahntrassen verbunden, die Main-Neckar-Bahn, die Bahnstrecke Mainz–Ludwigshafen und die Riedbahn.
Spätestens seit der Inbetriebnahme der Schnellfahrstrecke Köln–Rhein/Main ist die ohnehin seit Jahren stark beanspruchte Riedbahn überlastet. Rund 650 Züge (Stand: 2007) verkehren täglich im Korridor zwischen Mannheim und Frankfurt/Mainz. Bis 2025 wird ein weiterer Anstieg auf etwa 794 Zugfahrten pro Tag erwartet, bis 2030 auf 968 Zugfahrten pro Tag, davon 260 in den Nachtstunden zwischen 22 Uhr und 6 Uhr.
Ende der 1980er-Jahre war die Kapazität der Altstrecke von 240 auf 280 Zugfahrten pro Tag erhöht worden. Weitere Ausbauten stehen noch aus (Stand: 2016). Auf der zweigleisigen Mischverkehrsstrecke mit Fern-, Nah- und Güterverkehr kommt es regelmäßig zu Verspätungen. Für den Fernverkehr ist insbesondere die enge, nur mit 90 km/h befahrbare Bibliser Kurve störend. Außerdem werden dringend zusätzliche Kapazitäten für den Nahverkehr benötigt, um das dichtbesiedelte Gebiet an die S-Bahn Rhein-Neckar anschließen zu können.

### Planung

#### Vorplanung, Abschluss des Raumordnungsverfahrens und weitere ergebnislose Schritte 1993–2015
Das seit 1993 in Planung befindliche Projekt sollte ursprünglich bereits 2007 in Betrieb genommen werden. Im Frühjahr 1998 prüfte die Deutsche Bahn intern Möglichkeiten, anstelle des geplanten weiteren Ausbaus der Riedbahn eine Neubaustrecke zu errichten. Ein früher Entwurf (Stand: 1998) sah eine Trasse vom Flughafen Frankfurt, weitergehend entlang der Autobahn, bis Weiterstadt vor. Von dort sollte die Strecke zum Hauptbahnhof Darmstadt führen und anschließend im südlichen Stadtgebiet wieder auf die Autobahn treffen.
In den Jahren 1997 bis 1999 erfolgten im Rahmen der „Integrierten Planung Südhessen“ betriebliche Untersuchungen zur Kapazitätserweiterung zwischen Frankfurt und Mannheim. Auslöser waren im Rahmen der 2002 eröffneten Neubaustrecke Köln–Rhein/Main erwartete Mehrverkehre sowie erwartete Angebotsausweitungen im Regionalverkehr. Dabei zeigte sich, dass ein viergleisiger Ausbau der Bestandsstrecken nicht durchsetzbar gewesen wäre. Infolgedessen erfolgten weitere Untersuchungen auf Grundlage einer Neubaustrecke.
Im Rahmen der Vorplanung wurden zahlreiche Varianten untersucht. Anfang 2002 beschloss der Vorstand der Deutschen Bahn, das Raumordnungsverfahren für die Neubaustrecke mit einer Variante entlang der Autobahnen A 5, A 67 und A 6 zu beantragen. Diese Variante habe sich in der Abwägung als die günstigste erwiesen; sie würde den höchsten Verkehrszuwachs ermöglichen und sei die ökologisch und wirtschaftlich günstigste Variante. Mit der 75 Kilometer langen Strecke sollte die Fahrzeit zwischen Frankfurt und Stuttgart von 79 auf 60 Minuten gesenkt werden. Gleichzeitig sollten auf der Bestandsstrecke Verbesserungen im Regionalverkehr verwirklicht werden. Für den Raum Mannheim wurden dabei eine Alternative mit Anbindung von Mannheim über den Bahnhof Mannheim-Waldhof (Variante A) und eine mit einem zusätzlichen Bypass (Variante B) eingebracht. Ein angedachter Halt auf dem Bypass wurde von der DB nicht eingebracht. Vertreter der Deutschen Bahn bekräftigten bei einem Gespräch am Regierungspräsidium Karlsruhe am 18. April 2002, dass das Unternehmen an seinem Antrag zur Durchführung des Raumordnungsverfahrens festhalte. Noch 2002 war die Planfeststellung bis 2004 und die Eröffnung für Ende 2008 vorgesehen. Vor allem die Umfahrung Mannheims und die Anbindung Darmstadts blieben zwischen der DB und den Vertretern der betroffenen Regionen strittig.
Mit der Übergabe der raumordnerischen Beurteilung des baden-württembergischen Streckenabschnitts endete am 18. Mai 2004 das Raumordnungsverfahren für den südlichen Streckenabschnitt. Offen blieb dabei insbesondere, ob die Umfahrung des Hauptbahnhofs Mannheim („Bypass-Lösung“) realisiert werden kann; bei dieser Lösung würde ein Teil der Güter- und Fernzüge Mannheim ohne Halt umfahren. Die massiven Proteste aus der Region sowie der Länder Baden-Württemberg, Rheinland-Pfalz und des Saarlandes führten in der Folge zu einem jahrelangen Projektstillstand.
Ende Januar 2007 wurde eine Einigung über die Anbindung Darmstadts erzielt, Anfang Mai desselben Jahres die geplante Streckenführung in Hessen vorgestellt. In den Folgejahren kam es in einzelnen hessischen Streckenteilen zur Einleitung von Planfeststellungsverfahren, die jedoch ohne Ergebnis blieben.

#### Korridorstudie Mittelrhein und Wiederaufnahme der Trassensuche 2016–2020

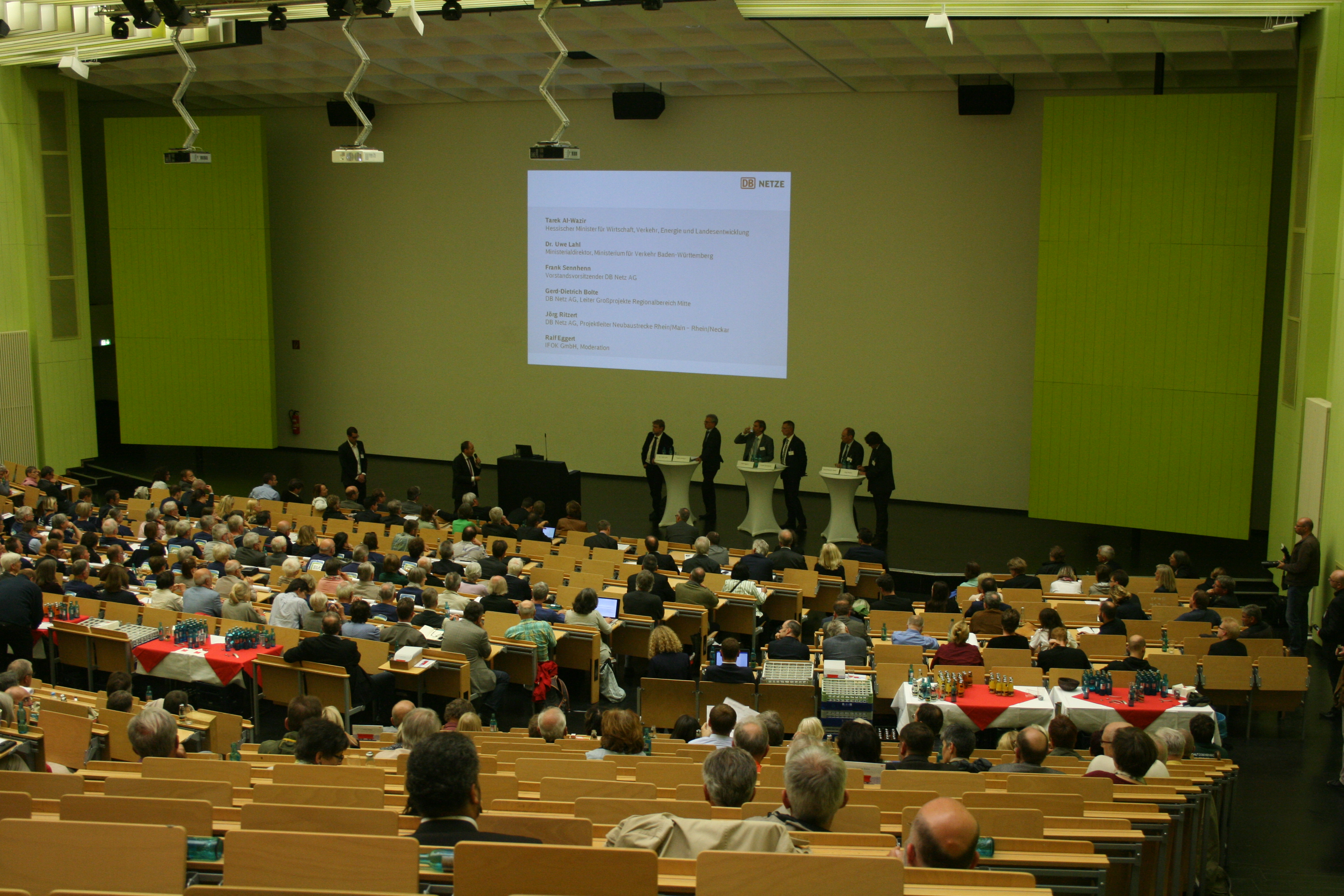
Veranstaltung zur Wiederaufnahme der Planungen der Neubaustrecke Rhein/Main–Rhein/Neckar im Audimax der Technischen Universität Darmstadt (September 2016)

Anfang 2012 gab das Bundesverkehrsministerium eine Studie in Auftrag, in deren Rahmen eine verkehrliche Gesamtkonzeption für den Eisenbahnkorridor am Mittel- und nördlichen Oberrhein entwickelt und Vorschläge für Ausbaumaßnahmen unterbreitet werden sollen. Die Ergebnisse dieser 2015 als Korridorstudie Mittelrhein bekannt gewordenen Untersuchung zeigten, dass es weiterhin den Bedarf für eine Neubaustrecke zwischen Frankfurt und Mannheim gäbe. Die Studie empfiehlt eine Mischverkehrsstrecke entlang der Autobahnen A 5 und A 67. Tagsüber sei dabei schneller Personenverkehr vorgesehen, nachts Güterverkehr. In dieser Form fand die Neubaustrecke Eingang in den Bundesverkehrswegeplan 2030.
Am 30. September 2016 stellten die Deutsche Bahn sowie die Verkehrsministerien von Hessen und Baden-Württemberg in der Technischen Universität Darmstadt den Fahrplan für die zukünftige Planung vor.
Im ersten Quartal 2017 nahmen insgesamt fünf neue Arbeitsgruppen des Planungsprozesses (u. a. „Verkehrskonzeption“ und „Streckenführung Raum Darmstadt und Umgebung“) ihre Arbeit auf. Am 26. Februar 2018 tagte die Arbeitsgruppe 2 „Verkehrskonzeption“ in Lampertheim. Neben dem von der Deutschen Bahn favorisierten Konzept einer zweigleisigen Neubaustrecke mit Nutzung tagsüber für Fernverkehr und nachts für Güterverkehr standen dabei drei weitere Konzepte zur Diskussion:
- eine Neubaustrecke als reine Güterverkehrsstrecke,
- eine Neubaustrecke für Mischverkehr am Tag mit Überholbahnhof,
- eine viergleisige Neubaustrecke.

Die Deutsche Bahn favorisierte im Mai 2018 weiter eine zweigleisige Neubaustrecke, die tagsüber für den Fernverkehr und nachts für den Güterverkehr genutzt werden soll. Eine Mischverkehrsstrecke am Tag mit Überholbahnhöfen erwies sich aufgrund der starken Belastung der Neubaustrecke mit Fernverkehrszügen als betrieblich nur schwer umsetzbar, eine reine Güterzugstrecke als volkswirtschaftlich deutlich schlechter und eine viergleisige Neubaustrecke als unwirtschaftlich.
Nach Abstimmung der Planung mit der Deutschlandtakt-Konzeption sowie den Zwischenergebnissen zur Knotenstudie Mannheim wurden die Planungsziele im Februar 2019 weiter konkretisiert. Geplant wurde eine zweigleisige Neubaustrecke für Personen- und Güterverkehr mit
- nördlicher und südlicher Anbindung an Darmstadt Hauptbahnhof
- Anbindung an die Rhein-Main-Bahn für den Güterverkehr
- Anbindung an den Knoten Mannheim im Bahnhof Mannheim-Waldhof
- Entwurfsgeschwindigkeit 300 km/h
- Zielfahrzeit 29 Minuten zwischen Frankfurt Hbf und Mannheim Hbf

Durch die Wahl des südlichen Endpunktes Mannheim-Waldhof wurde die strittige Frage eines Bypasses um Mannheim herum aus dem Projekt herausgenommen. Untersuchungen zur Entlastung des Knotens Mannheim sowie zur Schaffung einer Entlastungsstrecke zwischen Mannheim-Waldhof und den nach Süden weiterführenden Strecken finden stattdessen im Rahmen des Nachbarprojektes Neu- und Ausbaustrecke Mannheim–Karlsruhe statt.
Um eine rechtssichere Planung zu erreichen, wurde eine ergebnisoffene Variantenprüfung durchgeführt. Der Gesamttrassenverlauf wurde schließlich Ende 2020 festgelegt. Das Beteiligungsforum tagte zwischen 2016 und 2020, in verschiedenen Gruppen und Formaten, insgesamt 24 Mal. Es wurden 30 mögliche Linienführungen anhand verkehrlicher, umweltfachlicher, technischer und wirtschaftlicher Kriterien geprüft und bewertet.

#### Entwurfs- und Genehmigungsplanung seit 2021
Der „Korridor Mittelrhein“ war eines von 13 Infrastrukturprojekten des Deutschlandtaktes, die laut dem im November 2021 vorgelegten Koalitionsvertrag der rot-grün-gelben Bundesregierung „beschleunigt auf den Weg“ gebracht und „mit hoher politischer Priorität“ umgesetzt werden sollten.
Am 30. November 2021 wurde der Planfeststellungsantrag für den Nordabschnitt, zwischen Frankfurt und Darmstadt, gestellt. Er wurde im November 2022 zurückgezogen. Die DB begründete diesen Schritt mit Nachbesserungsbedarf, beispielsweise zu Ausgleichsmaßnahmen und neuen Zugzahlen aus dem Deutschlandtakt.
Im September 2022 begannen Erkundungsbohrungen zwischen Einhausen und Neuschloß, um den finalen Verlauf der Strecke in diesem Bereich festlegen zu können, der im März 2024 vorgestellt wurde. Dieser sieht einen bergmännisch zu erstellenden Tunnel von Einhausen bis Mannheim-Waldhof vor und ersetzt die zuvor verfolgte Variante, die zwei Tunnel mit einem dazwischenliegenden oberirdischen Abschnitt vorsah. Im Oktober 2022 wurden außerdem Erkundungsbohrungen bei Weiterstadt durchgeführt.
Ende Oktober 2024 wurde ein erneuter Antrag auf Planfeststellung für den 15 Kilometer langen Nordabschnitt zwischen Frankfurt und Darmstadt beim Eisenbahn-Bundesamt gestellt. Das Planfeststellungsverfahren wurde im November 2024 eröffnet. Die Unterlagen lagen zwischen 8. Januar und 7. Februar 2025 aus, die Einwendungsfrist lief bis 7. März 2025.
Die Planfeststellungsanträge für die übrigen Abschnitte sollen 2026 bis 2027 gestellt werden. Das Bundesministerium für Verkehr strebt an, für den PFA 1 (Zeppelinheim–Darmstadt Nordanbindung) im Jahr 2026 und für den PFA 2 (Weiterstadt) im Jahr 2027 eine Baufinanzierungsvereinbarung abzuschließen. Der Vorsitzende des Verkehrsausschusses Tarek Al-Wazir (Grüne) kritisierte 2025, dass die mittelfristige Finanzplanung für den Bundeshaushalt weniger Mittel für Projekte des Bedarfsplans Schiene vorsehe, als für die weitere Umsetzung der Projekte benötigt werden. Die Finanzierung der Neubaustrecke Frankfurt–Mannheim sei daher gefährdet.

### Auswirkungen
Nach Inbetriebnahme der Neubaustrecke soll die Kapazität der Bestandsstrecke ausreichen, um die S-Bahn-Linie 7 nach Groß-Gerau von einem Halb- auf einen Viertelstundentakt zu verdichten und das geplante Terminal 3 des Frankfurter Flughafens anzubinden. Die erste Stufe dieses neuen Terminals soll 2026 in Betrieb gehen.
Ein als Hessenexpress bezeichneter Regionalverkehr soll Wiesbaden über die neu zu bauende Wallauer Spange mit dem Frankfurter Flughafen verbinden. Eine Weiterführung über Darmstadt nach Mannheim wird erwogen. Der Hessenexpress soll ab 2025 verkehren. Nach der für 2028 vorgesehenen Inbetriebnahme des Nordabschnitts Zeppelinheim–Darmstadt der Neubaustrecke könnte die Linie bis Darmstadt verlängert werden.
Die im Oktober 2018 vorgelegte erste Deutschlandtakt-Konzeption sieht auf der Strecke zwischen den beiden Hauptbahnhöfen mit zweieinhalb Zügen pro Stunde und Richtung eine Reisezeit von 29 Minuten mit 300 km/h schnellen Zügen (bspw. ICE 3) sowie eine Reisezeit von 31 Minuten mit 250 km/h schnellen Zügen (bspw. ICE 4) vor. Zwischen Frankfurt Flughafen und Mannheim ist ein Halbstundentakt mit 250 bzw. 300 km/h schnellen Zügen mit einer Reisezeit von 26 bzw. 27 Minuten vorgesehen. In dem im Mai 2019 vorgelegten zweiten Gutachterentwurf sind drei Zugpaare pro Stunde vorgesehen, im 2020 vorgelegten dritten Gutachterentwurf vier.

## Geplanter Trassenverlauf
Im Rahmen des Raumordnungsverfahrens wurden in Baden-Württemberg zwei Varianten untersucht, in Hessen insgesamt fünf. Nach Wiederaufnahme der Planungen 2016 wurden erneut verschiedene Trassenvarianten untersucht. Alle Trassenvarianten beginnen im Bereich Zeppelinheim und folgen der A 5 bis in den Bereich Darmstadt. Die westliche Variante folgt weiter der A 67 bis in den Bereich Lorsch und schwenkt dann nach Mannheim-Waldhof ab. Die östliche Variante durchquert Darmstadt, folgt der Main-Neckar-Bahn und anschließend der A 5 bis Hemsbach und schwenkt dann nach Westen zum Bahnhof Mannheim-Waldhof. Weitere Varianten kombinieren diese beiden untersuchten Varianten mit Hilfe von Querspangen südlich von Darmstadt Hauptbahnhof, bei Pfungstadt sowie bei Bensheim.
Die 2020 ausgewählte Vorzugsvariante II.b folgt der westlichen Variante entlang der A 5 und A 67 von Zeppelinheim bis Einhausen in östlicher Parallellage. Von hier aus verläuft die Trasse in südwestlicher Richtung, passiert Lampertheim-Neuschloß und erreicht südlich der A6 den Bahnhof Mannheim-Waldhof.
Drei Verbindungskurven ergänzen die Trasse:
- die zweigleisige Weiterstadter Kurve verbindet die Rhein-Main-Bahn mit der Neubaustrecke und erlaubt Güterzügen die Fahrt von Mainz-Bischofsheim nach Mannheim-Waldhof. Die Kurve beginnt am Bahnhof Weiterstadt, schwenkt nach Norden aus und mündet östlich von Weiterstadt in die Neubaustrecke ein
- die Nordanbindung des Darmstädter Hauptbahnhofs erfolgt in Form einer zweigleisigen Verbindungskurve, die nördlich von Weiterstadt aus der Neubaustrecke nach Osten abzweigt und am Abzweig Weiterstadt Stockschneise an die Rhein-Main-Bahn sowie die bestehenden Verbindungskurven zum Darmstädter Hauptbahnhof angebunden ist.
- die Südanbindung des Darmstädter Hauptbahnhofs erfolgt in Form einer eingleisigen Verbindungskurve, die südlich des Hauptbahnhofs von der Main-Neckar-Bahn abzweigt und parallel zur Eschollbrücker Straße nach Südwesten verläuft und nördlich von Pfungstadt in die Neubaustrecke mündet.

Die Trassenführung sieht Tunnelabschnitte östlich von Weiterstadt und Griesheim sowie zwischen Einhausen und Mannheim-Waldhof vor. Außerdem wird die Südanbindung Darmstadts teilweise im Tunnel trassiert.

## Technik
Der Oberbau der weitgehend mit 300 km/h befahrbaren Strecke wird mit Fester Fahrbahn geplant. Überleitstellen sind im Abstand von etwa 10 km vorgesehen.
Die Strecke soll mit digitaler Stellwerkstechnik und ETCS Level 2 (Baseline 3) ohne konventionelle Lichtsignale ausgerüstet werden. Dabei sind Blockabstände von 500 m vorgesehen. Zur Kommunikation zwischen Fahrzeugen und Strecke soll GSM-R zum Einsatz kommen.

## Kosten
Im Investitionsrahmenplan bis 2010 für die Verkehrsinfrastruktur des Bundes sind Investitionen in Höhe von 1.316,3 Millionen Euro für das Projekt vorgesehen (Preisstand: 2006). Bis 2005 wurden davon insgesamt 20,7 Millionen Euro aufgewendet. Zwischen 2006 und 2010 sollen Bundesmittel in Höhe von 17,0 Millionen Euro investiert werden. Über diesen Zeitraum hinaus besteht ein Finanzierungsbedarf in Höhe von 1.278,6 Millionen Euro (Bundesmittel ab 2011, Eigenmittel DB AG und Beiträge Dritter ab 2006). Das Projekt wird im Bundesverkehrswegeplan 2003 als neues Vorhaben Nr. 13 geführt; die geplanten Investitionskosten einschließlich der Anbindung an die Mannheim-Stuttgarter Strecke sowie einer Planungsreserve, liegen bei 1.771,4 Millionen Euro.
Wegen der Bauverzögerung kürzte die Europäische Kommission Ende 2010 die Fördergelder für das Projekt um zwölf Millionen Euro.